# Wimbledon Championships 1892
Die 16. Auflage der Wimbledon Championships fand 1892 auf dem Gelände des All England Lawn Tennis and Croquet Club an der Worple Road statt. Bei den Herren traten im All-Comers-Wettbewerb 27 Teilnehmer an, bei den Damen sieben. Während bisher das Damen- und das Doppelturnier erst nach Abschluss der Herreneinzelturniers begann, fanden in diesem Jahr zum ersten Mal alle Turniere während des gesamten Zeitraums nebeneinander statt.

## Herreneinzel

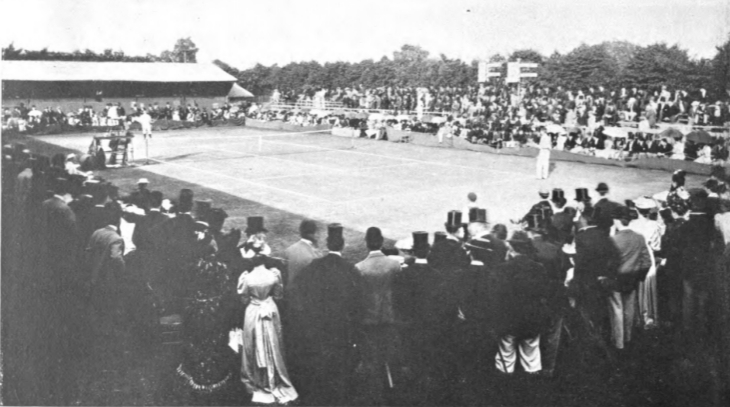
All-Comers-Finale 1892, Pim gegen Lewis

Der Titelverteidiger Wilfred Baddeley setzte sich in der Challenge Round in vier Sätzen gegen Joshua Pim durch, der zuvor das All-Comers-Finale gegen Ernest Lewis für sich entscheiden konnte. Baddeley gewann damit seinen zweiten Titel.

## Dameneinzel
Charlotte Dod holte mit einem Sieg im All-Comers-Finale gegen Blanche Bingley-Hillyard ihren vierten Titel. 

## Herrendoppel
In der Challenge Round setzten sich Ernest Lewis und Harry Barlow gegen die Titelverteidiger Wilfred und Herbert Baddeley mit 4:6, 6:2, 8:6, und 6:4 durch.